# Masafumi Akikawa
Pour les articles homonymes, voir Akikawa.
Masafumi Akikawa (秋川雅史, Akikawa Masafumi) est un ténor japonais. Sa version du poème Do not stand at my grave and weep (千の風になって, Sen no Kaze ni Natte) était en tête des ventes au Japon en janvier 2006.